# Wingstop
Wingstop Restaurants, Inc., marknadsför sig som Wingstop, är en amerikansk multinationell snabbmatskedja som säljer bröd, bönor, coleslaw, friterade kycklingbitar, grönsaker, iste, läsk, pommes frites och potatissallad. De hade i mars 2020 totalt 1 413 restauranger; 1 221 restauranger ägda av franchisetagare och 32 ägda av Wingstop själva i USA medan 160 var internationella och finns i länderna Colombia, Frankrike, Förenade Arabemiraten, Indonesien, Malaysia, Mexiko, Panama, Singapore och Storbritannien.
Snabbmatskedjan grundades 1994 i Garland i Texas av entreprenören Antonio Swad, som redan 1986 grundade den latinamerikansk-inspirerade pizzakedjan Pizza Patrón. 2003 sålde Swad Wingstop till Hartz Restaurants International, som kontrollerar konkurrenten Hartz Chicken, och riskkapitalbolaget Gemini Investors i syfte att koncentrera sig helt på Pizza Patrón. I december 2009 inledde man en internationell expandering när man öppnade sin första restaurang utanför USA, i Mexico City i Mexiko. I april 2010 köpte riskkapitalbolaget Roark Capital Group snabbmatskedjan. Den 12 juni 2015 blev man ett publikt aktiebolag när företagets aktier började handlas på Nasdaq.
Huvudkontoret ligger i Addison i Texas.